# 비엔티나
비엔티나 (Bientina) 이탈리아 토스카나주의 피사도에 위치한 코무네 (지방자치단체)이다.

## 역사
'비엔티나'라는 지명은 793년에 '블렌티나' (Blentina)라는 이름으로 처음 확인되며 에트루리아어 지명 '플리티네' (Plitine)에서 유래했을 것으로 추한다.

## 지리

비엔티나의 위치 (피사도)

### 영역
비엔티나는 루카 평야와 발다르노 사이에 위치했다. 피사에서 서쪽 약 30 킬로미터 (19 mi), 피사에서 동쪽 15 킬로미터 (9 mi) 거리에 있고 알토파시오, 부티, 칼치나이아, 카판노리, 카스텔프랑코디소토, 산타마리아아몬테, 비코피사노 등과 경계를 맞대고 있다.
북쪽에는 한때 토스카나 최대의 호수 라고 디 비엔티나가 있었으나, 1859년에 바닥을 들어내고 농지로 전환됐다.
행정 중심지인 비엔티나와 카찰루피, 푼토네, 콰트로스트라데, 산타콜롬바 등이 합쳐져 형성되었다.

### 기후
비엔티나는 중부 이탈리아의 다른 도시들처럼 지중해성 기후이다.
바다에서 떨어져 있어, 겨울은 일반적으로 피사보다 덜 온화하고 여름에는 훨씬 따뜻하다.
기후 분류는 "Zone D, 1856 GR/G"이다.

## 주요 관광지

### 종교 건축물
- 산 도메니코 (1621): 교회
- 산타 마리아 아순타 (중세 건축물 - 1600년대 중반 증축 및 개축)
- 마돈나 델 보스코 인 산타 콜롬바: 교회
- 산 지롤라모 예배당 (1640) : 비엔티나 역사 박물관으로도 사용
- 산 피에트로 로코 예배당 (17세기)
- 산 주스토 예배당 (비엔티나 최초 교회, 12세기)

### 공공 건축물
- 판카니 궁전
- 라 모라 탑 (13세기)
- 토레 치비카 (Torre Civica, Torre del Frantoio) (13세기) - 문화 활동의 중심지
- 토레 델 질리오 (Torre del Giglio, 13세기)
- 로제타 델 팔라초 코무날레 (17세기)

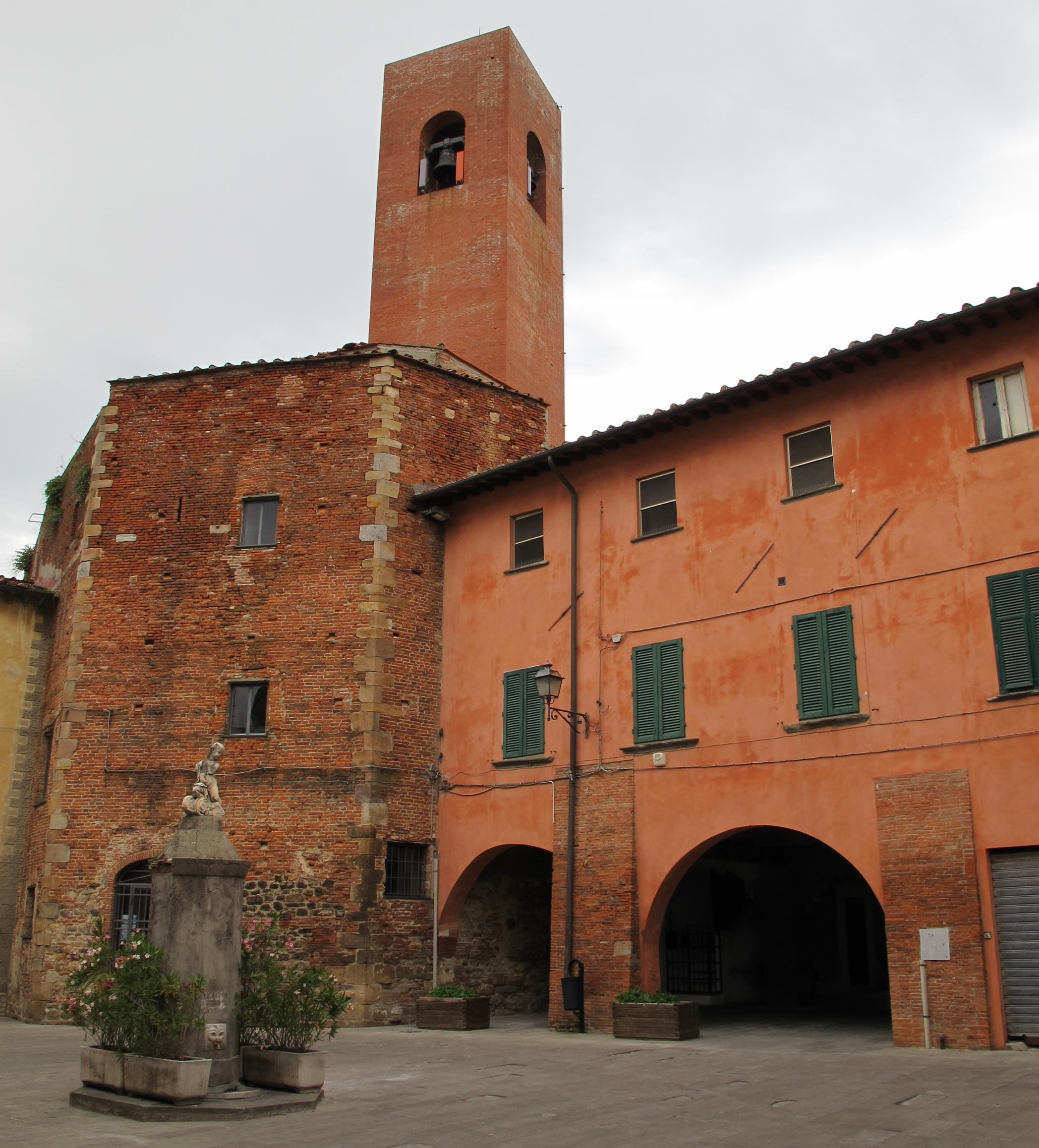
산 도메니코 교회
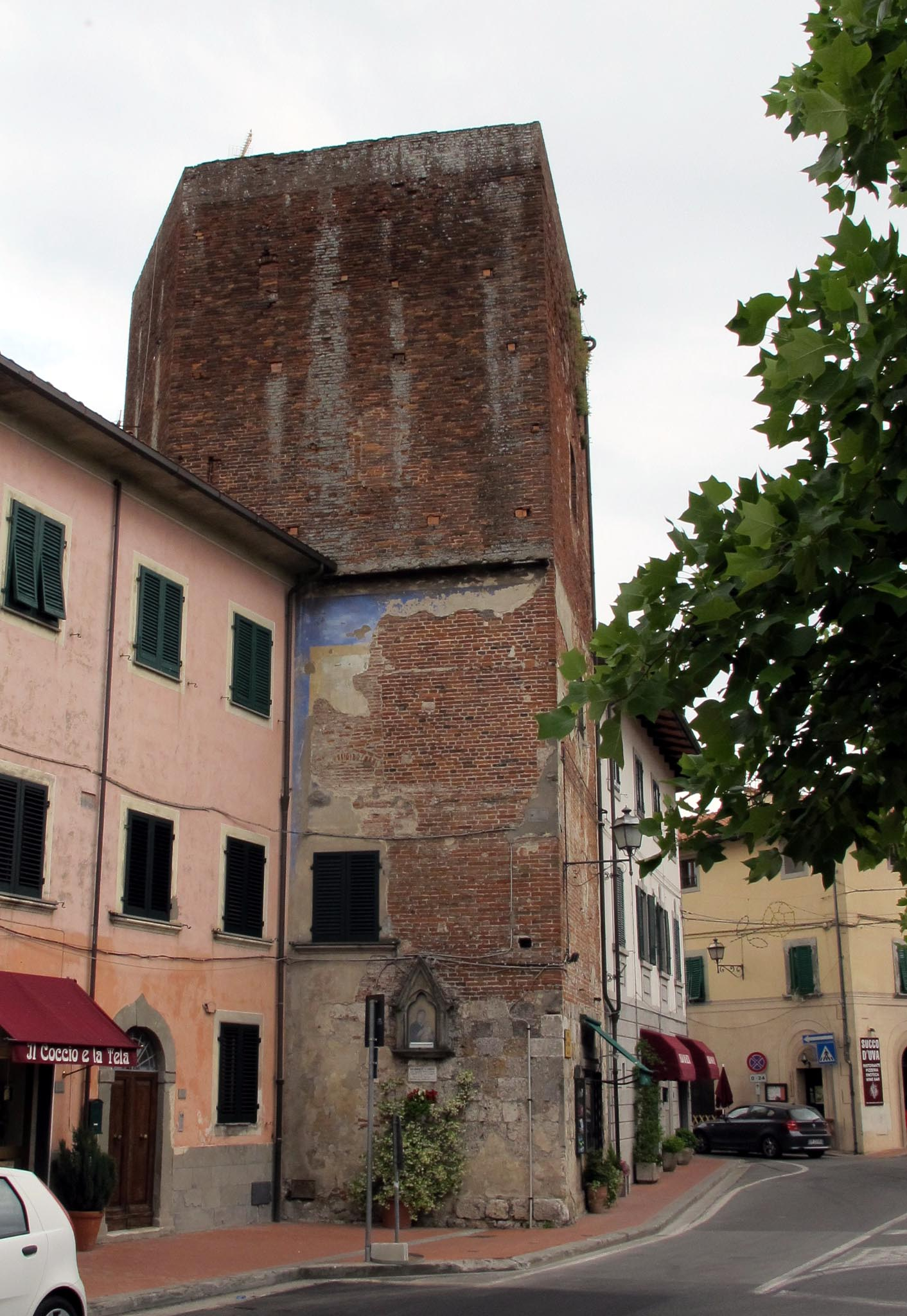
라 모라 탑
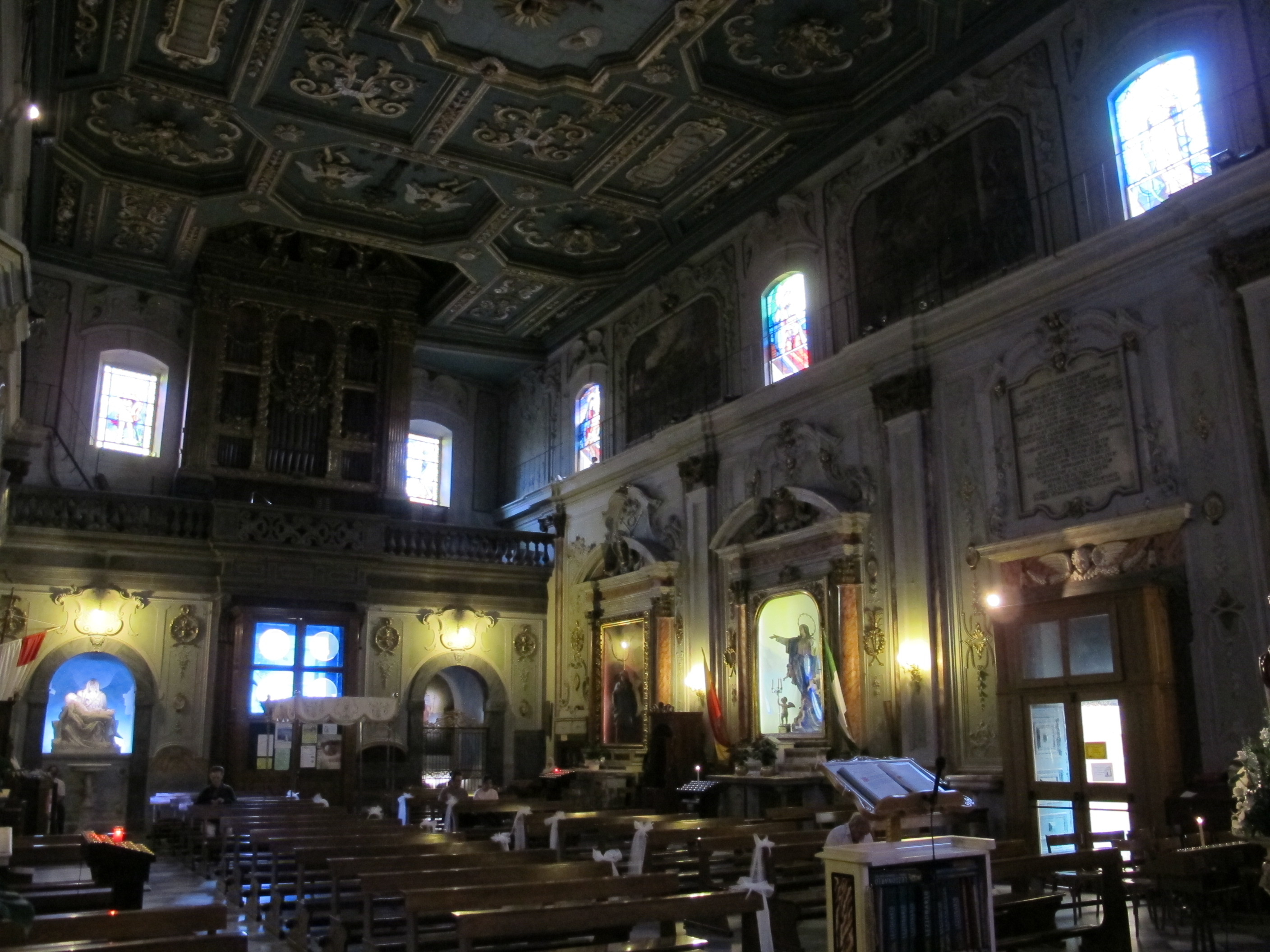
산타 마리아 아순타 교회
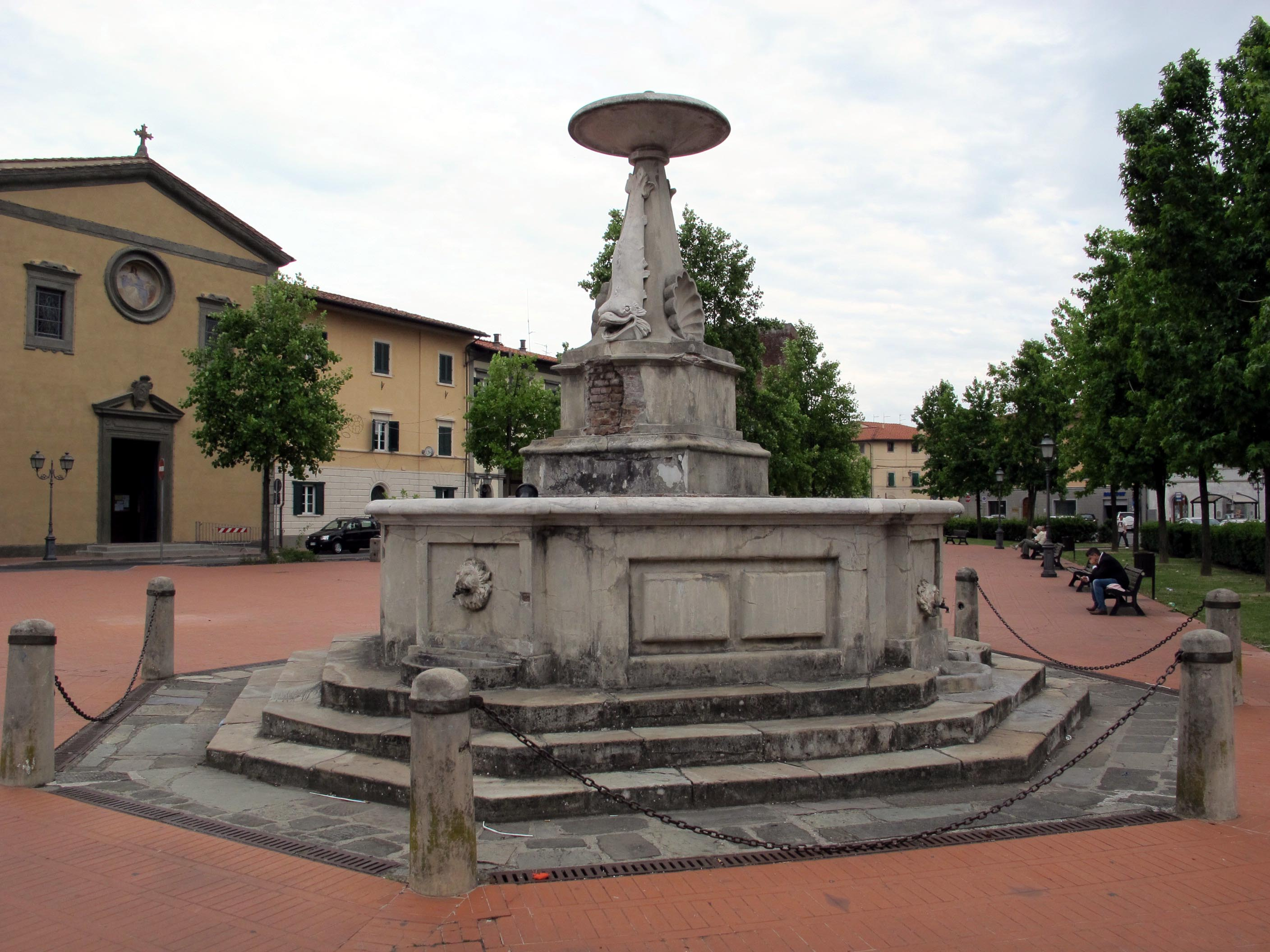
비토리오 에마누엘레 광장의 분수

## 대중 교통

### 도로
비엔티나는 사르차네세 발데라 439번 및 일부 지방도가 지나간다. 대중 교통은 CTT Nord가 운영 중에 있다.

### 기차
현재는 중단된 루카-폰테데라 노선에 속하는 역사가 1944년까지 운영되었으며, 역사로 쓰던 건물을 여전히 25번 간선도로에서 볼 수 있다.

## 국제 관계
비엔티나는 1997년 이래로 프랑스의 생레미드프로방스와 자매 결연 중에 있다.